# Font Bureau
Font Bureau (ou The Font Bureau, Inc.)  est une fonderie typographique américaine de Boston (Massachusetts).
Elle a été créée en 1989 par Roger Black, un directeur artistique travaillant dans la presse, et David Berlow (nl), un créateur de caractères.
Parmi les collaborateurs de Font Bureau, on compte Tobias Frere-Jones et Cyrus Highsmith. Matthew Carter a également collaboré avec la fonderie.

## Caractères
Les polices créées au sein de Font Bureau sont parfois suffixées « FB ».
- Aardvark
- Agency FB (en)
- Agenda
- Alhambra
- Alix FB
- Alpha Bloc
- Alpha Geometrique
- Amira
- Amplitude
- Anisette
- Antenna
- Antenna Serif
- Antique Condensed
- Apres
- Armada
- Asphalt
- Avalon
- Avia
- BadTyp
- Barcode
- Belizio
- Belucian
- Benton Modern
- Benton Modern Display
- Benton Sans (en)
- Berlin Sans
- Big Caslon FB
- Big Moore
- Biscotti
- Bodega Sans
- Bodega Serif
- Bodoni FB
- Bradley Initials
- Bremen
- Brok
- Bullen
- Bureau Grot
- Bureau Roman
- Cafeteria
- Californian FB
- Canto
- Casey
- Caslon FB
- Caslon’s Egyptian
- Century FB
- Cheltenham FB
- Charcoal (en)
- Citadel
- Clicker
- Commerce
- Comrade
- Condor
- Constructa
- Daley’s Gothic
- Detroit Bodoni
- Dispatch
- Displaybaum
- Dizzy
- Eagle
- Ecru
- Eggwhite
- El Grande
- Eldorado
- Elli
- Elmhurst
- Empire
- Epitaph
- Escrow
- Farnham
- Fobia
- Fritz
- Gangly
- Garage Gothic
- Garamond FB
- Georgia Pro
- Giza
- Graffiti
- Grand Central
- Griffith Gothic
- Hamilton
- Herald Gothic
- Hermes FB
- Heron Sans
- Heron Serif
- Hightower
- Hip Hop
- Hoffmann
- Houston
- Ibis Display
- Ibis Text
- Icebox
- Input
- Interstate (en)
- Interstate Pi
- Ironmonger
- ITC Franklin
- Juliana
- Kis FB
- Kniff
- Lafayette
- Latin FB
- Letras Oldstyle
- Loupot
- Magneto
- Mantinia
- Meno
- Mesa
- Meyer Two
- Miller (en)
- Miller Banner
- Miller Daily
- Miller Headline
- Minah
- Moderno FB
- Munich
- Narcissus
- Neon Stream
- Neue Haas Grotesk
- Niagara
- Nobel
- Novia
- Numskill
- Nutcracker
- Occupant Gothic
- Old Modern
- Ornaments
- Parka
- Parkinson
- Pennsylvania
- Phaistos
- Pietro
- Pilsner
- Popular
- Poster Black
- Pouty
- Poynter Agate
- Poynter Gothic Text
- Poynter Oldstyle Display
- Poynter Oldstyle Text
- Prensa
- Prensa Display
- Productus
- Proforma
- Quiosco
- Raceway
- Rats
- Ravie
- Reactor FB
- Receiver
- Reiner Script
- Relay
- Rhode
- Rocket
- Rocky
- Romeo
- Roxy
- Saber
- Salvo Sans
- Salvo Serif
- SamSans
- Savanna Script
- Scamp
- Scotch FB
- Scout
- Serge
- Shimano
- Shogun
- Showcard Gothic
- Showcard Moderne
- Skilt Gothic
- Skyline
- Sloop
- Sophia
- Spira
- Stainless
- Starling
- Stereo
- Stilson
- Streamline
- Talon
- Tangier
- Tasse (en)
- Throhand
- Tick
- Tilda
- Titling Gothic FB
- Tock
- Trilby
- Truth FB
- Turnip
- Verdana Pro
- Village
- Vonness
- Wessex
- Whitman
- Whitman Display
- Williams Caslon Text
- Zingha
- Zócalo Banner
- Zócalo Display
- Zócalo Text